# Biskupiec (gemeente in powiat Nowomiejski)
De gemeente Biskupiec is een landgemeente in het Poolse woiwodschap Ermland-Mazurië, in powiat Nowomiejski.
De zetel van de gemeente is in Biskupiec.
Op 30 juni 2004 telde de gemeente 9659 inwoners.

## Oppervlakte gegevens
In 2002 bedroeg de totale oppervlakte van gemeente Biskupiec 241,25 km², waarvan:
- agrarisch gebied: 62%
- bossen: 27%

De gemeente beslaat 34,71% van de totale oppervlakte van de powiat.

## Demografie
Stand op 30 juni 2004:
| Omschrijving                   | Totaal | Totaal | Vrouwen | Vrouwen | Mannen | Mannen |
| ------------------------------ | ------ | ------ | ------- | ------- | ------ | ------ |
| eenheid                        | aantal | %      | aantal  | %       | aantal | %      |
| inwoners                       | 9659   | 100    | 4821    | 49,9    | 4838   | 50,1   |
| bevolkingsdichtheid (inw./km²) | 40     | 40     | 20      | 20      | 20,1   | 20,1   |

In 2002 bedroeg het gemiddelde inkomen per inwoner 1408 zł.

## Administratieve plaatsen (sołectwo)
Babalice, Bielice, Biskupiec, Czachówki, Fitowo, Gaj, Krotoszyny, Lipinki, Łąkorek, Łąkorz, Mierzyn, Osetno, Ostrowite, Piotrowice Duże, Piotrowice Małe, Podlasek Duży, Podlasek Mały, Rywałdzik, Słupnica, Sumin, Szwarcenowo, Tymawa Wielka, Wardęgowo, Wielka Wólka, Wonna.
Zonder de status sołectwo : Osówko, Sędzice.

## Aangrenzende gemeenten
Iława, Jabłonowo Pomorskie, Kisielice, Kurzętnik, Łasin, Nowe Miasto Lubawskie, Świecie nad Osą, Zbiczno